# HMS Eridge (L68)
Lo HMS Eridge (pennant number L68) fu un cacciatorpediniere di scorta della Royal Navy britannica, appartenente alla Classe Hunt ed entrato in servizio nel febbraio 1941. Attivo durante la seconda guerra mondiale, fu gravemente danneggiato il 28 agosto 1942 al largo delle coste della Libia da un MTS della Regia Marina italiana; giudicato come non riparabile, fu trasformato in nave deposito ad Alessandria d'Egitto e infine avviato alla demolizione nel 1946.

## Storia
Impostata nei cantieri navali della Swan Hunter di Tyne and Wear il 21 novembre 1939, l'unità fu varata il 20 agosto 1940 con il nome di HMS Eridge, seconda nave della Royal Navy a portare questo nome dopo un dragamine della prima guerra mondiale, entrando poi in servizio il 21 febbraio 1941.
Di base a Scapa Flow e assegnato alla Home Fleet, lo Eridge partecipò alle missioni di scorta del traffico mercantile nelle acque dell'oceano Atlantico, operando in particolare nel mar d'Irlanda e degli approcci nord-occidentali alla Gran Bretagna; nel giugno 1941 fu poi trasferito alla Force H di base a Gibilterra, continuando con le missioni di scorta in Atlantico e nel Mediterraneo occidentale. Il 4 agosto 1941 l'unità fu riassegnata alla Mediterranean Fleet, arrivando nella nuova base di Suez il 29 settembre seguente dopo aver circumnavigato l'Africa; aggregato alla 5th Destroyer Flotilla di base ad Alessandria d'Egitto, lo Eridge continuò con le missioni di scorta nel Mediterraneo orientale, e il 13 febbraio 1942 fu sottoposto ad attacco aereo mentre scortava a Tobruk il mercantile Clan Campbell, poi danneggiato e autoaffondato il giorno successivo.
Il 22 marzo, di scorta a un convoglio, il cacciatorpediniere partecipò alla seconda battaglia della Sirte contro la flotta italiana senza riportare danni nonostante ripetuti attacchi aerei subiti; il 28 maggio seguente collaborò con i cacciatorpediniere HMS Hero e HMS Hurworth all'affondamento del sommergibile tedesco U568 al largo di Tobruk, traendo in salvo poi 42 superstiti dell'equipaggio. Tra l'11 e il 15 giugno lo Eridge partecipò agli eventi della battaglia di mezzo giugno, subendo vari attacchi aerei ma senza riportare danni; in luglio fu assegnato ad una squadriglia di altre unità classe Hunt incaricata di supportare le unità terrestri britanniche sul fronte libico-egiziano, bombardando Marsa Matruh l'11 luglio.
Il 28 agosto lo Eridge si recò con altri tre Hunt a bombardare l'aeroporto di El Daba; in fase di disimpegno dopo l'azione, il cacciatorpediniere fu attaccato da un MTS italiano, parte di una sezione della Xª Flottiglia MAS distaccata a El Daba: il barchino, comandato dal sottotenente di vascello Piero Carminati insieme con il sottocapo Cesare Sani, colpì lo Eridge con un siluro sulla fiancata di sinistra, provocando un vasto allagamento della sala macchine e immobilizzando l'unità. Il cacciatorpediniere fu preso a rimorchio dal pari tipo HMS Aldenham e portato in salvo ad Alessandria nonostante l'attacco di alcuni bombardieri tedeschi sulla via del ritorno; i gravi danni strutturali riportati nell'attacco resero però antieconomica la riparazione dello Eridge, e l'unità fu quindi impiegata come nave deposito ad Alessandria e come fonte di pezzi di ricambio. Lo scafo fu poi venduto per la demolizione nell'ottobre 1946 a un cantiere greco.